# Liga de Fútbol Profesional Boliviano 2010
Liga de Fútbol Profesional Boliviano 2010 var 2010 års högsta division i fotboll i Bolivia. Det var den 34:e säsongen som den spelades. Den högsta divisionen är uppdelad i tre stycken separata mästerskap: Campeonato Apertura, Torneo de Invierno och Campeonato Clausura. Därför koras i det under den bolivianska säsongen tre stycken mästare.

## Format
Den bolivianska högstaserien i fotboll 2010 bestod av tolv lag. Säsongen delades även in i tre mästerskap: Campeonato Apertura, Torneo de Invierno och Campeonato Clausura och det korades en separat mästare i varje mästerskap. Mästerskapen i sig skiljde sig från varandra och hade olika uppbyggnad. Alla tre kvalificerade dock minst ett lag till internationella turneringar (Copa Libertadores och Copa Sudamericana).  

### Mästerskapens upplägg
För år 2010 inleddes säsongen i februari med Campeonato Apertura, som hette Campeonato Apertura Entel av sponsorskäl, och slutade i juni. Den bestod av två olika faser. De tolv lagen delades upp i två grupper om sex lag i varje grupp. Där spelade lagen inbördes i grupperna hemma och borta, vilket gav tio matcher. Dessutom spelade varje lag ett dubbelmöte mot ett lag i en annan grupp. Totalt under den första fasen spelade varje lag alltså tolv matcher. De tre främsta i varje grupp gick vidare till "Vinnarnas hexagon" och de tre sämsta i varje grupp gick vidare till "Förlorarnas hexagon". Dessa två "hexagoner" utgjorde den andra fasen.
I de två "hexagonerna", som bestod av sex lag i varje, spelades det inbördes dubbelmöten vilket innebar totalt 10 matcher. Vinnaren av "Vinnarnas hexagon" korades även till vinnare av Campeonato Apertura. I "Vinnarnas hexagon" fanns även platser till Copa Libertadores 2011 och Copa Sudamericana 2011 på spel, medan det i "Förlorarnas hexagon" fanns en plats till Copa Sudamericana 2010.
Därefter spelades Torneo de Invierno, som var en nyhet jämfört med föregående säsong, och var enbart en utslagsturnering. Den började med att de tolv lagen ställdes mot varandra i sex stycken dubbelmöten. Alla sex vinnare samt de två bästa förlorarna gick vidare till kvartsfinal. Därefter fortsatte utslagsturneringen med semifinaler och finaler, tills en vinnare korades. Vinnaren fick en plats i Copa Sudamericana 2011.
När Torneo de Invierno tog slut inleddes det tredje och sista mästerskapet för säsongen, Campeonato Clausura, eller Campeonato Clausura Entel av sponsorskäl. Mästerskapet var en rak serie där alla mötte alla två gånger, en gång hemma och en gång borta. Vinnaren när serien är färdigspelad koras till vinnare av Campeonato Clausura. I mästerskapet stod även platser till Copa Libertadores 2011 och Copa Sudamericana 2011 på spel. 

### Nedflyttning
Efter säsongen 2010 flyttades ett lag ner och ett lag fick kvala för att stanna kvar. För nedflyttning var man tvungen att kolla på de två senaste säsongernas resultat, i detta fall 2009 och 2010 års säsong. Man la ihop poängen för Apertura och Clausura för de båda säsongerna och dividerade poängen med antalet spelade matcher och fick därigenom ut ett snittpoäng per match och sorterade tabellen efter det.

### Internationella turneringar
För kvalificering till internationella turneringar gällde att ett lag endast kunde delta i en av de två stora internationella turneringar som finns - Copa Libertadores eller Copa Sudamericana. Blev ett lag kvalificerat för båda fick de plats i Copa Libertadores och platsen till Copa Sudamericana gick till ett annat lag.
För 2010 gällde det att Campeonato Apertura gav vinnaren en plats i Copa Libertadores, samt tvåan en plats i Copa Sudamericana 2011 - dessutom gavs en plats till Copa Sudamericana 2010 till vinnaren av "Förlorarnas hexagon" i Apertura. För Torneo de Invierno gavs segraren en plats i Copa Sudamericana 2011. I Clausura fanns möjlighet till flest platser - de två främsta lagen fick plats i Copa Libertadores 2011 och det tredje laget fick en plats i Copa Sudamericana 2011.

#### Kvalificering till internationella turneringar
- Copa Sudamericana 2010
  - Universitario, som vinnare av "Förlorarnas hexagonal" i Campeonato Apertura 2010
  - Kvalificerade förra säsongen: San José, som trea i Apertura 2009, och Oriente Petrolero som trea i Clausura 2009.

- Copa Libertadores 2011
  - Jorge Wilstermann, som vinnare av Campeonato Apertura 2010.
  - Oriente Petrolero, som vinnare av Campeonato Clausura 2010.
  - Bolívar, som tvåa i Campeonato Clausura 2010.

- Copa Sudamericana 2011
  - Aurora, som trea i Campeonato Clausura 2010.
  - The Strongest, som fyra i Campeonato Apertura 2010.
  - San José, som tvåa i Torneo de Invierno 2010.

## Campeonato Apertura
Campeonato Apertura började den 6 mars 2010 och fortsatte till den 10 juni 2010. Det spelades totalt 22 matcher och Jorge Wilstermann blev mästare.

### Första fasen

#### Grupp A
| Lag | Lag           | Poäng | S  | V | O | F | GM | IM | MSK |
| --- | ------------- | ----- | -- | - | - | - | -- | -- | --- |
| 1   | The Strongest | 19    | 12 | 5 | 4 | 3 | 21 | 18 | +3  |
| 2   | San José      | 18    | 12 | 5 | 3 | 4 | 24 | 19 | +5  |
| 3   | Aurora        | 17    | 12 | 4 | 5 | 3 | 18 | 16 | +2  |
| 4   | Universitario | 16    | 12 | 5 | 1 | 6 | 21 | 18 | +3  |
| 5   | Guabirá       | 12    | 12 | 3 | 3 | 6 | 15 | 24 | -9  |
| 6   | Blooming      | 11    | 12 | 3 | 2 | 7 | 13 | 20 | -7  |

|  |                                           |
|  | Kvalificerade till "Vinnarnas hexagon".   |
|  | Kvalificerade till "Förlorarnas hexagon". |

#### Grupp B
| Lag | Lag               | Poäng | S  | V | O | F | GM | IM | MSK |
| --- | ----------------- | ----- | -- | - | - | - | -- | -- | --- |
| 1   | Bolívar           | 28    | 12 | 9 | 1 | 2 | 23 | 11 | +12 |
| 2   | Oriente Petrolero | 22    | 12 | 7 | 1 | 4 | 21 | 10 | +11 |
| 3   | Wilstermann       | 18    | 12 | 5 | 3 | 4 | 17 | 17 | 0   |
| 4   | Real Potosí       | 16    | 12 | 5 | 1 | 6 | 11 | 19 | -8  |
| 5   | La Paz FC         | 14    | 12 | 4 | 2 | 6 | 18 | 20 | -2  |
| 6   | Real Mamoré       | 11    | 12 | 4 | 0 | 8 | 15 | 25 | -10 |

|  |                                           |
|  | Kvalificerade till "Vinnarnas hexagon".   |
|  | Kvalificerade till "Förlorarnas hexagon". |

### Andra fasen

#### Vinnarens hexagon
| Lag | Lag                | Poäng | S  | V | O | F | GM | IM | MSK |
| --- | ------------------ | ----- | -- | - | - | - | -- | -- | --- |
| 1   | Wilstermann        | 20    | 10 | 6 | 2 | 2 | 15 | 11 | +4  |
| 2   | Oriente Petrolero* | 19    | 10 | 6 | 1 | 3 | 18 | 10 | +8  |
| 3   | Aurora*            | 14    | 10 | 4 | 2 | 4 | 20 | 18 | +2  |
| 4   | The Strongest      | 13    | 10 | 3 | 4 | 3 | 15 | 14 | +1  |
| 5   | Bolívar            | 11    | 10 | 3 | 2 | 5 | 10 | 14 | -4  |
| 6   | San José           | 6     | 10 | 1 | 3 | 6 | 12 | 23 | -11 |

|  |                                            |
|  | Kvalificerade till Copa Libertadores 2011. |
|  | Kvalificerade till Copa Sudamericana 2011. |

- Oriente Petrolero vann Campeonato Clausura och kvalificerade sig därmed till Copa Libertadores 2011, varvid Copa Sudamericana-platsen lämnades till nästföljande lag. Det nästföljande laget var Aurora, som efter att ha kommit trea i Campeonato Clausura och fått en plats i Copa Sudamericana vilket innebar att platsen lämnades över till fjärdeplacerade The Strongest.

| Mästare av Campeonato Apertura |
| Jorge Wilstermann Femte titeln |

#### Förlorarens hexagon
| Lag | Lag           | Poäng | S  | V | O | F | GM | IM | MSK |
| --- | ------------- | ----- | -- | - | - | - | -- | -- | --- |
| 1   | Universitario | 20    | 10 | 6 | 2 | 2 | 20 | 10 | +10 |
| 2   | Blooming      | 19    | 10 | 6 | 1 | 3 | 21 | 15 | +6  |
| 3   | Real Potosí   | 16    | 10 | 5 | 1 | 4 | 19 | 16 | +3  |
| 4   | La Paz FC     | 11    | 10 | 3 | 2 | 5 | 17 | 17 | 0   |
| 5   | Real Mamoré   | 11    | 10 | 3 | 2 | 5 | 10 | 20 | -10 |
| 6   | Guabirá       | 9     | 10 | 3 | 0 | 7 | 10 | 19 | -9  |

|  |                                            |
|  | Kvalificerade till Copa Sudamericana 2010. |

## Torneo de Invierno

### Första omgången
Vinnarna och de två bästa förlorarna gick vidare. De bästa förlorarna markeras genom kursiv stil, vinnarna genom fetstil.
| Lag               | Lag   | Lag               | Resultat    | Resultat    | Tie-breakers | Tie-breakers | Tie-breakers |
| Lag 1             | Poäng | Lag 2             | 1:a matchen | 2:a matchen | MSK          | BM           | Str.         |
| ----------------- | ----- | ----------------- | ----------- | ----------- | ------------ | ------------ | ------------ |
| Real Potosí       | 3:3   | Universitario     | 3–0         | 0–2         | +1:−1        | —            | —            |
| Blooming          | 3:3   | Oriente Petrolero | 1–2         | 1–0         | 0:0          | 1:2          | —            |
| Guabirá           | 3:3   | Real Mamoré       | 0–2         | 1–0         | −1:+1        | —            | —            |
| San José          | 4:1   | La Paz            | 3–3         | 4–1         | —            | —            | —            |
| Jorge Wilstermann | 4:1   | Aurora            | 3–0         | 1–1         | —            | —            | —            |
| Bolívar           | 3:3   | The Strongest     | 2–0         | 0–2         | 0:0          | 0:0          | 4–3          |

### Kvartsfinal
| Real Mamoré       | 1:4 | Oriente Petrolero | 1–1 | 0–3 | –   |
| San José          | 4:1 | The Strongest     | 0–0 | 2–1 | –   |
| Real Potosí       | 3:3 | Bolívar           | 5–3 | 1–4 | 3–5 |
| Jorge Wilstermann | 3:3 | Blooming          | 2–0 | 0–3 | 4–1 |

### Semifinal
| Lag               | Lag   | Lag               | Resultat    | Resultat    | Tie-breakers | Tie-breakers | Tie-breakers |
| Lag 1             | Poäng | Lag 2             | 1:a matchen | 2:a matchen | MSK          | BM           | Str.         |
| ----------------- | ----- | ----------------- | ----------- | ----------- | ------------ | ------------ | ------------ |
| Oriente Petrolero | 6:0   | Jorge Wilstermann | 3–1         | 1–0         | —            | —            |              |
| San José          | 3:3   | Bolívar           | 1–0         | 1–5         | 2–1          | —            |              |

### Final
| Lag      | Lag   | Lag               | Resultat    | Resultat    | Tie-breakers | Tie-breakers | Tie-breakers |
| Lag 1    | Poäng | Lag 2             | 1:a matchen | 2:a matchen | MSK          | BM           | Str.         |
| -------- | ----- | ----------------- | ----------- | ----------- | ------------ | ------------ | ------------ |
| San José | 3:3   | Oriente Petrolero | 2–0         | 2–5         | 1–1          | 5–6          |              |

| Mästare av Torneo de Invierno   |
| Oriente Petrolero Första titeln |

Eftersom Oriente Petrolero blev kvalificerade till Copa Libertadores genom Campeonato Clausura, gick platsen till Copa Sudamericana 2011 till tvåan, San José.

## Campeonato Clausura
| Lag | Lag                | Poäng | S  | V  | O | F  | GM | IM | MSK |
| --- | ------------------ | ----- | -- | -- | - | -- | -- | -- | --- |
| 1   | Oriente Petrolero  | 40    | 22 | 12 | 4 | 6  | 38 | 26 | +12 |
| 2   | Bolívar            | 36    | 22 | 10 | 6 | 6  | 37 | 28 | +9  |
| 3   | Aurora             | 34    | 22 | 10 | 4 | 8  | 34 | 30 | +4  |
| 4   | San José           | 34    | 22 | 10 | 4 | 8  | 39 | 37 | +2  |
| 5   | Guabirá            | 32    | 22 | 9  | 5 | 8  | 22 | 28 | -6  |
| 6   | Blooming           | 31    | 22 | 9  | 4 | 9  | 28 | 26 | +2  |
| 7   | Real Potosí        | 29    | 22 | 8  | 5 | 9  | 38 | 35 | +3  |
| 8   | The Strongest      | 29    | 22 | 10 | 2 | 10 | 37 | 36 | +1  |
| 9   | Real Mamoré        | 28    | 22 | 7  | 7 | 8  | 21 | 30 | -9  |
| 10  | La Paz Fútbol Club | 26    | 22 | 7  | 5 | 10 | 33 | 36 | -3  |
| 11  | Wilstermann        | 22    | 22 | 5  | 7 | 10 | 26 | 32 | -6  |
| 12  | Universitario      | 22    | 22 | 5  | 7 | 10 | 24 | 33 | -9  |

|  |                                                        |
|  | Mästare och kvalificerade till Copa Libertadores 2011. |
|  | Kvalificerade till Copa Libertadores 2011.             |
|  | Kvalificerade till Copa Sudamericana 2011.             |

- The Strongest fick tre poängs avdrag.

| Mästare av Campeonato Clausura  |
| Oriente Petrolero Fjärde titeln |

## Nedflyttning
Det sämsta laget flyttades ner och det näst sämsta laget var tvungna att spela kvalspel för att klara sig kvar i den högsta serien. För att ranka lagen tog man totalt inspelade poäng under Apertura och Clausura under både säsongen 2009 och 2010. Man delade den totala poäng på antalet spelade matcher och fick ett snitt per match.
Detta slutade med att Jorge Wilstermann flyttades ner, detta trots att de gick till Copa Libertadores 2011 efter att ha vunnit Campeonato Apertura 2010. Real Mamoré fick spela kval och lyckades hänga kvar efter seger mot Real América.
| Pos | Team               | 2009 Poäng | 2010 Poäng | Poäng totalt | Spelade totalt | Snitt |
| --- | ------------------ | ---------- | ---------- | ------------ | -------------- | ----- |
| 1   | Bolívar            | 65         | 64         | 129          | 68             | 1.897 |
| 2   | Oriente Petrolero  | 54         | 62         | 116          | 68             | 1.706 |
| 3   | Real Potosí        | 61         | 45         | 106          | 68             | 1.559 |
| 4   | San José           | 50         | 52         | 102          | 68             | 1.5   |
| 5   | The Strongest      | 53         | 48         | 101          | 68             | 1.485 |
| 6   | Universitario      | 51         | 38         | 89           | 68             | 1.309 |
| 7   | Gaubirá            | 0          | 44         | 44           | 34             | 1.294 |
| 8   | Aurora             | 37         | 51         | 88           | 68             | 1.294 |
| 9   | Blooming           | 45         | 42         | 87           | 68             | 1.279 |
| 10  | La Paz Fútbol Club | 42         | 40         | 82           | 68             | 1.206 |
| 11  | Real Mamoré        | 33         | 40         | 73           | 68             | 1.074 |
| 12  | Jorge Wilstermann  | 32         | 40         | 72           | 68             | 1.059 |

Källa:

### Relegation/promotion playoff
| Lag 1        | Poäng | Lag 2       | 1:a matchen | 2:a matchen |
| ------------ | ----- | ----------- | ----------- | ----------- |
| Real América | 0:6   | Real Mamoré | 1–2         | 3–4         |